# دويدية معزية
دويدية معزية (الاسم العلمي:Demodex caprae) هي نوع من الحيوانات تتبع جنس الدويدية من فصيلة الدويديات.